# مارگرتیا
کله‌بزرگ‌ها (نام علمی: Margrethia) نام یک سرده از تیره گوشه‌دهانان است.